# Sergej Ivanovič Osipov
Sergej Ivanovič Osipov (in russo Сергей Иванович Осипов?; Stepankova, 22 settembre 1915 – Leningrado, 12 ottobre 1985) è stato un pittore russo del XX secolo, maestro della pittura di paesaggio, esponente del Realismo socialista.

## Biografia

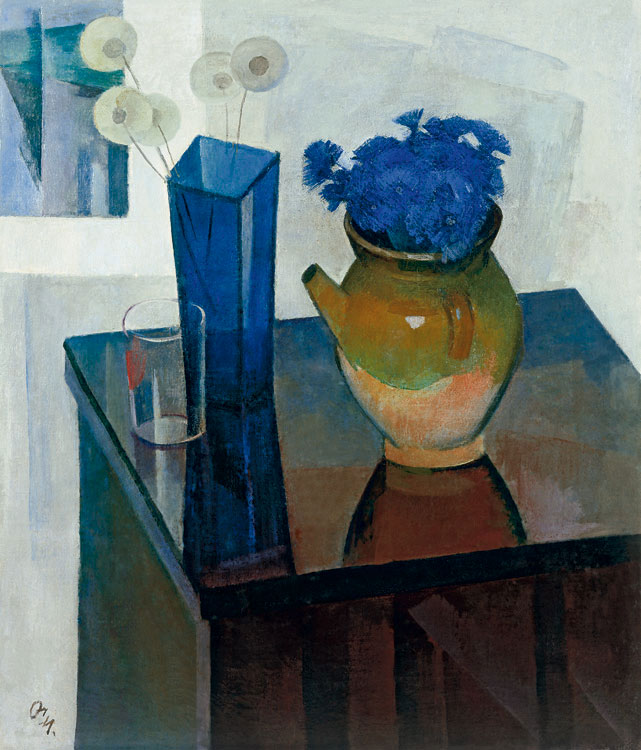
Fiordalisi, 1976

Nato in una famiglia di contadini, dal 1935 al 1943 studiò nel dipartimento di pittura dell'Accademia di Belle Arti di Leningrado, dove ebbe per insegnanti A. Osverkin, G. Pavlovskij, M. Bernstein, S. Abugov. Si diplomò nel 1943 presentando il dipinto Guerriglieri.
Nel 1941 si offrì volontario per l'Armata Rossa, combattendo nell'Assedio di Leningrado. Alla fine del 1941 fu gravemente ferito e gli fu amputata una gamba, e ottenne l'«Ordine della Gloria» e le medaglie «Per la difesa di Leningrado» e «Per la vittoria sulla Germania nella Grande Guerra Patriottica». Dal 1945 fu membro dell'Unione dei pittori di Leningrado, e dal 1947 partecipò a esposizioni di pittura. Tra il 1949 e il 1970 insegnò pittura presso la scuola d'arte Vera Muchina di Leningrado.
È stato uno dei grandi maestri russi della pittura di paesaggio del periodo 1960-1980, dipingendo nature morte e squarci dell'antiche città russe di Pskov, Suzdal', Staraja Ladoga, Izborsk, Starica e altre. Soprattutto dal 1970 fino ai primi anni Ottanta creò le sue opere migliori, sul tema della natura morta e del paesaggio. Le opere di Osipov sono state esposte in Russia in diverse occasioni: nel 1977 a Leningrado, nel 1983 a Mosca e ancora a Leningrado nel 1991.
Sergej Osipov morì il 12 ottobre 1985 a Leningrado. Le sue opere sono conservate nel Museo Russo e in altri musei e collezioni private in Russia, USA, Francia, Italia, Finlandia, Inghilterra, Spagna, Cina e altrove.